# Guteschaf
Das Guteschaf (schwed. Gutefår) ist eine Hausschafrasse aus der Gruppe der nordischen Kurzschwanzschafe, die vor allem in Schweden gehalten wird. Es entstand durch Züchtungsarbeit aus den ursprünglichen Schafbeständen Gotlands, den sogenannten Freiweideschafen (Utegångsfår). Es ist nicht zu verwechseln mit dem Gotlandschaf, einer weiteren Schafsrasse, die auch von der Insel stammt. Bestände des Guteschafs gibt es auch in Deutschland, Dänemark und den Niederlanden. In Mecklenburg und Sachsen und Berlin werden die Tiere auch zur Landschaftspflege eingesetzt.

## Herkunft

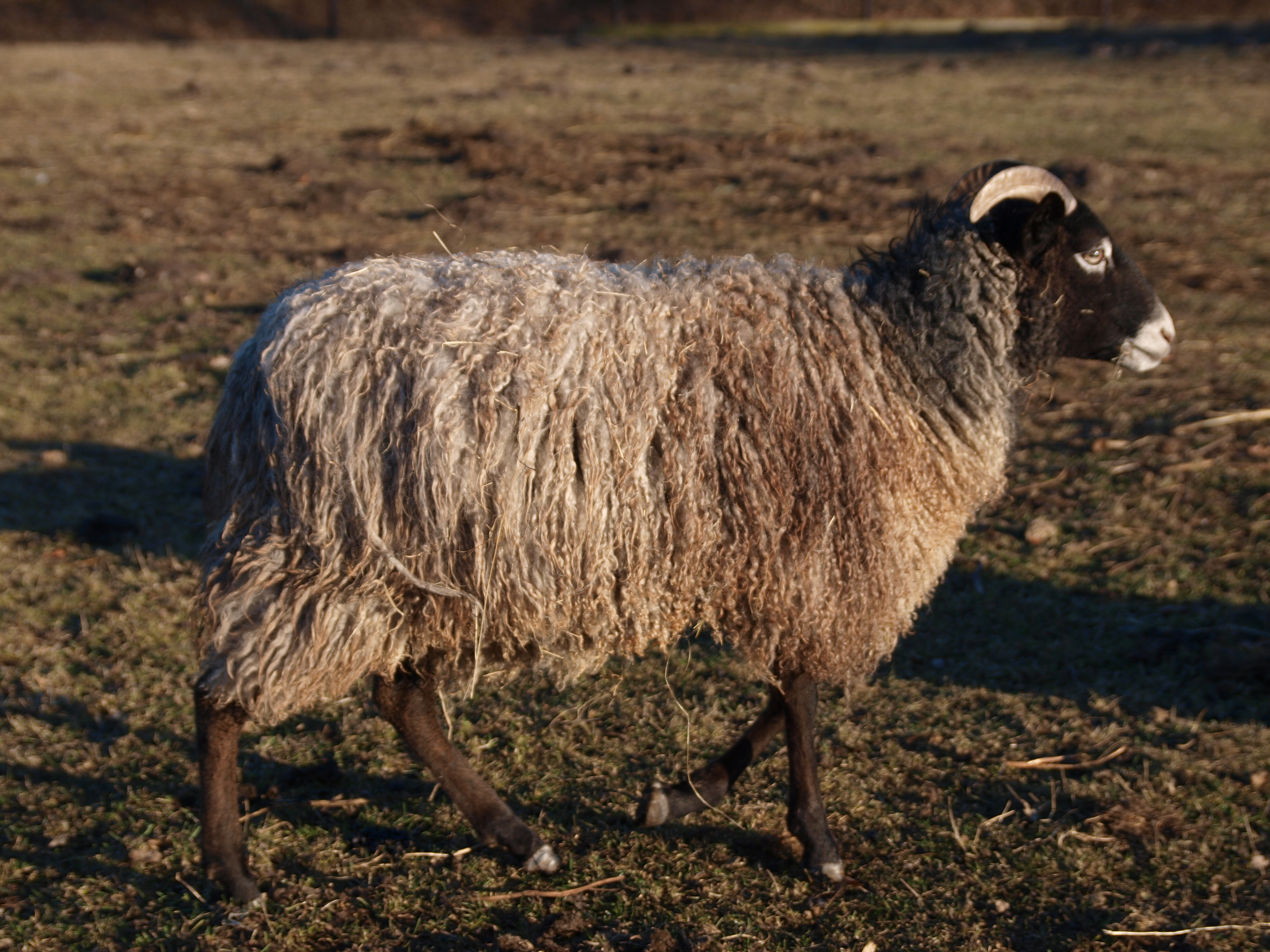
Zweijährige Guteschaf-Aue

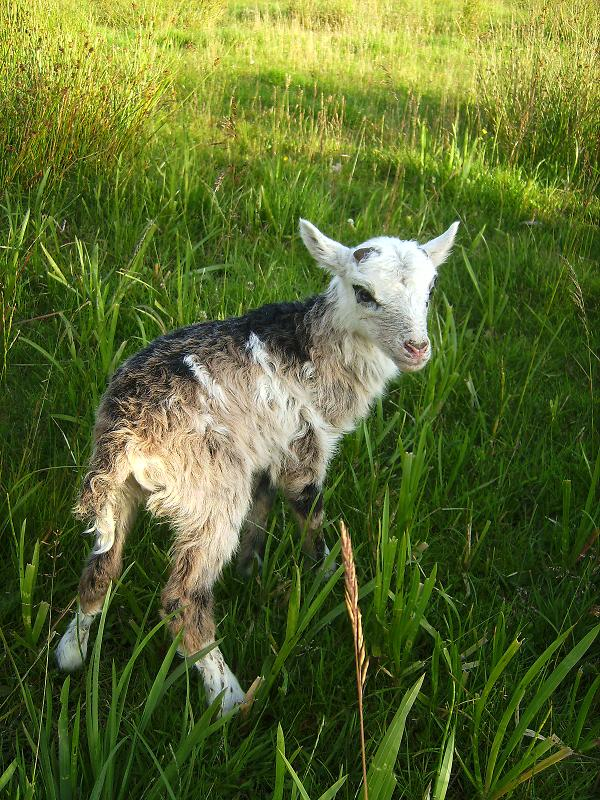
2 Tage altes Bocklamm

Das Guteschaf leitet sich im Wesentlichen von den Beständen auf der Insel Lilla Karlsö vor Gotland ab, die ein Teil der seit langem auf Gotland gehaltenen Freiweideschafe sind.
Der Name Guteschaf, auf Schwedisch gutefår, entstand 1974 als eine Zusammensetzung aus behornade gotländska utegångsfår (gehörntes gotländisches Freiweideschaf) als Unterscheidung zu den hornlosen Gotlandschafen. Auf Gotland werden sie auch weiterhin noch als „hornlambi“ oder „hornfår“ (gotländisch bzw. schwedisch für Hornschaf) genannt.
Der eigene Name Guteschaf für die behornten Schafe von der Insel Gotland hat sich in Deutschland noch nicht allgemein durchgesetzt. Oft wird noch die Bezeichnung „Gotlandschaf“ benutzt, die aber eigentlich für das hornlose Pelzschaf (schwed. Gotlandfår) steht. Es handelt sich bei Guteschaf und Gotlandschaf um zwei verschiedene Rassen, die ihren Ursprung beide im gotländischen Freiweideschaf (Utegångsfår) haben.
In deutschen Schafzuchtverbänden kursieren weitere irreführende Bezeichnungen: „Gotländisches Wildschaf“ – es handelt sich jedoch nicht um ein Wildschaf, sondern um eine Hausschafrasse. Auch die Bezeichnung „Gotland Freigangsschaf“ ist nicht eindeutig, da beide gotländische Schafrassen robuste Freiweideschafe sind.

## Merkmale
Beim Guteschaf besitzen beide Geschlechter Hörner. Die Böcke tragen schneckenförmige und die Auen sichelförmige, deutlich kleinere Hörner.
Die Wolle besteht aus zwei Typen von Wollfasern, dem gröberen Deckhaar (Grannen) und dem feineren Unterhaar. Die Farben variieren zwischen hellgrau und dunkelgrau bis schwarz, weiß kommt selten vor. Guteschafeböcke haben eine Widerristhöhe von 64 bis 84 cm und wiegen zwischen 70 und 100 kg, die Auen sind mit 65–71 cm und 45–60 kg deutlich zierlicher. Die Rasse gilt als genügsam, robust und wetterhart und stellt nur geringe Ansprüche an Fütterung und Haltung.
Die Brunft ist saisonal zwischen Ende Oktober und Anfang Dezember, die Lämmer werden meist im März und April geboren. Es werden meist ein oder zwei Lämmer geboren, Drillinge sind relativ selten.

## Zuchtgeschichte
Guteschafe gelten als die älteste schwedische Schafrasse.
Zu Beginn der 1920er Jahre begann man, die damals verbreiteten Freiweideschafe vom Typ des Guteschafs auf Gotland in Richtung des heutigen Gotlandschafes züchterisch zu bearbeiten.
Etwa gleichzeitig wurde versucht, die verbliebenen gehörnten Schafe des alten Typus zusammenzuführen und als eigene Rasse zu bewahren. In den 1940er Jahren gab es dann nur noch rund 15 Tiere, von diesen Tieren stammen die heutigen Guteschafe ab. Von diesen Tieren stammt auch die Population von Lilla Karlsö. Etwa 1000 Tiere befinden sich auf der Insel  vor Gotland.

## Bestand
Guteschafe gibt es heute überall in Schweden und vereinzelt ebenso in Dänemark und Deutschland, besonders im Norden. Laut Föreningen Gutefårets gab es 4200 Tiere im Jahr 2006. Nach GutefårAkademin gab es dagegen 2007 nur rund 2000 reinrassige Tiere.